# Arenaria runemarkii
Arenaria runemarkii là loài thực vật có hoa thuộc họ Cẩm chướng. Loài này được Phitos mô tả khoa học đầu tiên năm 1997.